# John Pringle Nichol
John Pringle Nichol FRSE (Huntly-Hill, 13 de janeiro de 1804 — 19 de setembro de 1859) foi um astrônomo e economista escocês.
Popularizou a astronomia no século XIX, através de livros.

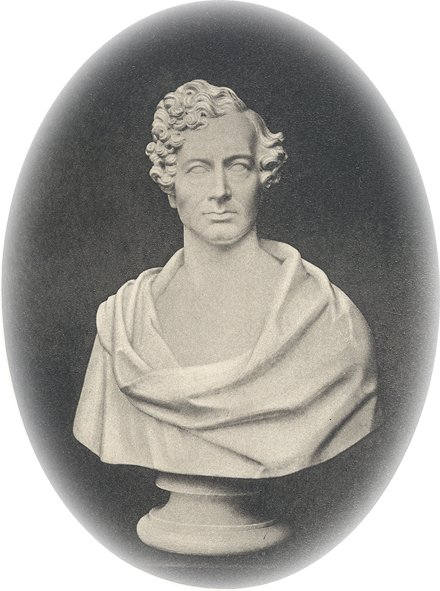
John Pringle Nichol

## Publicações
- Nichol, J.P. (1837) Views of the Architecture of the Heavens , Edinburgh: William Tait
- — (1838) The Phenomena and Order of the Solar System, Edinburgh: William Tait
- — (1844) Contemplations on the Solar System, Edinburgh: William Tait
- — (2006) [1846]. Thoughts on Some Important Points Relating to the System of the World. [S.l.]: Kessinger. ISBN 1428651713
- — (1847) The Stellar Universe
- — (1855)The Planet Neptune: An Exposition and History, Edinburgh: James Nichol
- — Cyclopedia of the Physical Sciences
- — General Principles in Geology, the preface to Keith Johnston's Physical Atlas
- Coutts, J. (1909). A History of the University of Glasgow. [S.l.: s.n.]

### Obituários
- Monthly Notices of the Royal Astronomical Society, 19 (1858–9), 141; 20 (1859–60), 131;
- The Times, 23 de setembro de 1859, 10b